# Municipio de Torrey Lake
El municipio de Torrey Lake (en inglés: Torrey Lake Township) es un municipio ubicado en el condado de Brule en el estado estadounidense de Dakota del Sur. En el año 2010 tenía una población de 180 habitantes y una densidad poblacional de 1,95 personas por km².

## Geografía
El municipio de Torrey Lake se encuentra ubicado en las coordenadas 43°32′12″N 98°51′20″O / 43.53667, -98.85556. Según la Oficina del Censo de los Estados Unidos, el municipio tiene una superficie total de 92.38 km², de la cual 92,34 km² corresponden a tierra firme y (0,04 %) 0,04 km² es agua.

## Demografía
Según el censo de 2010, había 180 personas residiendo en el municipio de Torrey Lake. La densidad de población era de 1,95 hab./km². De los 180 habitantes, el municipio de Torrey Lake estaba compuesto por el 95,56 % blancos, el 2,78 % eran de otras razas y el 1,67 % eran de una mezcla de razas. Del total de la población el 3,33 % eran hispanos o latinos de cualquier raza.